# 小林快次
小林快次（日语：／ Kobayashi Yoshitsugu，1971年12月23日—）是一名日本古生物學家。他是北海道大學綜合博物館的教授和館長助理。他的主要成就包括描述和命名了多種來自日本的恐龍，例如神威龍、大和龍和濱鐮龍。他也是佩羅自然科學博物館的研究員、侏羅紀基金會會員和日本古生物學會理事。

## 早年生活和教育
小林出生於福井縣。他曾就讀於福井大學教育系附設中學，並在一位精通地質學的指導老師的帶領下成為科學俱樂部的成員。初中時，他對菊石很感興趣，並利用課餘時間和假日挖掘化石。初中畢業後，他進入福井縣立甲子高中就讀。高中一年級時，他參加了福井縣的發掘活動，在該縣首次發現了恐龍化石，這激起了他對恐龍的濃厚興趣。
他透過上述研究認識了橫濱國立大學的一名員工，並進入該校就讀。一年後他離開學校到美國留學，進入懷俄明大學，在傑森·利爾格萊文（Jason Lillegraven）的指導下取得地質學學士學位。之後，他進入南方衛理會大學，在路易斯·L·雅各的指導下取得脊椎動物古生物學的碩士和博士學位。他在博士研究期間研究了多種類群。他主要研究中國和蒙古的似鳥龍類、日本的鳥腳亞目和稜角鱗鱷科、德克薩斯州的獸亞綱。

## 職業生涯
在攻讀博士期間，他成為福井縣立恐龍博物館的館長。他於2005年開始在北海道大學綜合博物館擔任助理，2008年晉升為助理教授，2009年晉升為副教授，2019年晉升為教授。他也於2013年成為大阪大學綜合學術博物館的特邀副教授，並於2019年晉升為特邀教授。2023年，他被任命為穗別博物館的特別顧問。在他的職業生涯中，他曾在日本獲得一些獎項，包括北海道新聞文化獎和北海道文化獎
他的主要研究地點包括阿拉斯加、日本和蒙古。2006年和2009年，小林和他的同事發現了兩具恐手龍的遺骸，在他們於2014年描述標本之前，這兩具遺骸一直不為人所知。他也為一些新種恐龍的命名做出了貢獻，包括手取福井龍、義縣建昌龍、克氏東方鳥、日本神威龍、伊奘諾大和龍、日本濱鐮龍和察氏雙爪龍。
他監督了NHK的一些恐龍節目，包括《恐龍超世界》（2019年）。